# نظرية تقمص الأدوار
تقمّص الأدوار أو تبادل المنظور الاجتماعي هي نظرية من نظريات علم الاجتماع، تنصّ على أن أهم العوامل في تسهيل الاستعراف الاجتماعي لدى الأطفال هو إمكانية فهم منظور الآخرين ومشاعرهم، وهي قدرة تظهر نتيجة نموّ الإدراك العام. يتطلّب جزء من هذه العملية وصول الأطفال إلى إدراك أن آراء الآخرين قد تختلف عن آرائهم. تتطلّب القدرة على تقمّص الأدوار فهم المعرفة والوجدان (أي ما له صلة بالحالة النفسية والشعور والسلوكيات) من منظور شخص آخر واختلافهما عن التقمص الحسي المعرفي، وهو القدرة على إدراك منظور الشخص للبيئة من حوله. على الرغم من وجود بعض الإثباتات المتناقضة حول هذا الموضوع، يتخذ تقمص الأدوار عن التقمص الحسي المعرفي طرائق مستقلة وظيفيًا وتنمويًا.
اشتهر روبرت سيلمان بتأكيده على أهمية هذه النظرية في مجال التطور المعرفي. إذ برهن أن نضوج القدرة على تقمص الدور تؤدي إلى تقييم أفضل لتأثير أفعالنا بالآخرين، وفي حال فشلنا في تقمص أدوار الآخرين، فإن ذلك سيدفعنا إلى الحكم بشكل خاطئ بأن الدافع الوحيد لتصرفات الآخرين هو العوامل الخارجية. أُثبت أحد مبادئ سيلمان المضافة إلى النظرية تجريبيًا، وأيدتها النظرية التطورية لقابلية تقمص الأدوار.
ظهرت الدراسات الاجتماعية حول فهم الأطفال لمناظير الآخرين ومشاعرهم وسلوكهم باعتبارها واحدة من أوسع ميادين الأبحاث في هذا المجال. تعد نظرية تقمص الأدوار الأساس النظري لهذا البحث، وعليه تعتمد ويرتبط تطبيقها بنظريات عدة.

## تطور نظرية تقمص الأدوار عند سيلمان
اعتمد سيلمان في تطوير نظرية القدرة على تقمص الأدوار على 4 مصادر. أولها أعمال فيفر وغوريفيتش اللذان ربطا القدرة على تقمص الدور بنظرية بياغيت التي تتناول اللامركزية الاجتماعية لتطوير اختبار موضوعي هدفه تقييم قدرة الأطفال على الابتعاد عن المركز خلال فترة نضجهم. ثاني المصادر هو بحث فلافيل الذي اهتم بتطور قدرات الأطفال على الحكم على آراء الآخرين ومفاهيمهم. أما المصادر الثالث هو الأفكار التنموية للتمايز، والتي منها يتعلم الفرد التمييز بين مفاهيمه ومفاهيم الآخرين والتحليل والقدرة على ربط مفهوم الفرد بمفاهيم الآخرين. آخر المصادر المؤثرة مستمد من بحث سيلمان السابق الذي قيّم فيه قدرة الأطفال على توصيف الاختلاف بين مفاهيم الشخصيات عبر قصة كتبها.
تتناول إحدى قصص سيلمان الحديث عن هولي ووالدها. تروي القصة حكاية هولي متسلقة الأشجار الطماعة ذات الثماني سنوات، والتي في يوم من الأيام تسقط عن شجرة، لكنها لا تصاب بأذى. لكن والدها يرى السقطة ويجبرها على أن تعده بأن تتوقف عن تسلق الأشجار. لاحقًا، تلتقي هولي وأصدقائها بشون، صبي عَلِقَت قطته أعلى الشجرة. هولي هي الوحيدة القادرة على تسلق الأشجار بمهارة لإنقاذ القطة التي قد تسقط في أي لحظة، لكنها تتذكر الوعد الذي قطعته على والدها. يسأل سيلمان الأطفال عن وجهة نظر كل من هولي ووالدها، ويضع الإجابات النموذجية المترافقة مع كل مرحلة.

### المراحل
المستوى صفر: تقمص الدور الأناني (الأعمار بين 3-6 تقريبًا)
تتميز هذه المرحلة بامتلاك الأطفال لاثنتين من المهارات الواهنة. أُولها الفشل في التمييز بين المفاهيم (التمايز) وعلى وجه التحديد، عدم قدرة الطفل على التمييز بين المفاهيم، حتى مفهومه الشخصي لمبررات التصرفات الاجتماعية التي تحدث، ومفاهيم الآخرين. المهارة الثانية هي غياب قدرة الطفل على ربط المفاهيم (إدماج اجتماعي).
في معضلة هولي، يستجيب الأطفال مع هولي بأن عليها أن تنقذ القطة الصغيرة وأن والدها لن يمانع عصيان هولي لكلمته، بل سيشعر بالسعادة لأنه يحب القطط. في حقيقة الأمر، يبدي الطفل غياب قدرته على فصل حبه للقطة عن مفاهيم هولي ووالدها.
المستوى الأول: تقمص الدور الموضوعي (الأعمار بين 6-8 سنوات تقريبًا)
يدرك الأطفال الآن أن وجوده وآخرين في موقف يعني تعدد المعلومات المتاحة أمامهم، ما قد يغير من وجهات نظرهم. ما يدل على نضج الأطفال من ناحية التمايز. ما تزال قدرة الطفل على التحليل بشكل واضح غائبة، لكن ما لا يدركه هو تأثر آرائه بآراء الآخرين وتأثرهم به. إضافة إلى ذلك، يظن الطفل أن الهدف الأوحد لاختلاف المفاهيم الاجتماعية  هو اختلاف المعطيات لا غير. في معضلة هولي، وعند سؤالهم إذا ما كان سيغضب الوالد عند اكتشافه أن هولي تسلقت الشجرة مجددًا ستكون إجابات الأطفال «إن لم يعرف سبب تسلقها سيغضب. لكن إن عرف سبب قيامها بالأمر، سيعرف أنها امتلكت سببًا مقنعًا» دون أن يدركوا أن والدها قد يبقى غاضبًا، وإن عرف السبب بصرف النظر عن رغبتها بإنقاذ القطة، وذلك بسبب قيمه الشخصية، كقلقه على أمان طفلته.
المستوى الثاني: تقمص الدور الانعكاسي (الأعمار بين 8-10 سنوات تقريبًا)
تنضج قدرة الطفل على التمايز في هذا العمر، فيفهم اختلاف المنظور الاجتماعي للناس نتيجة لاختلاف ما يحملونه من قيم وأهداف. وبدوره يتمكن الطفل من أن يضع نفسه بمكان شخص آخر. فيما يتعلق بالاندماج، أصبح الطفل قادرًا على فهم أن الآخرين أيضًا يتأملون في أفكاره. ما يجيز للطفل التنبؤ بردة فعل الطرف الآخر لسلوكه. وبجميع الأحوال فما زالت قدرة الطفل على أخذ منظور الآخرين بعين الاعتبار ومنظور الآخرين لأفكاره غائبة.
في معضلة هولي، عند سؤال الأطفال عما إذا كانت هولي ستتسلق الشجرة كان جوابهم، «نعم، فهي تعرف أن والدها سيتفهم سبب قيامها بذلك». يدل ذلك على أخذ الطفل لمنظور الأب فقط واعتبار قلقه على سلامة هولي.
المستوى الثالث: تقمص الدور المتبادل (الأعمار بين 10-12 سنوات تقريبًا)
في هذه المرحلة يمكن للطفل التمييز بين منظوره ووجهات النظر المختلفة لمختلف أفراد المجموعة. إضافة إلى ذلك يمكن للطفل أن ينظر بمنظور مراقب خارجي حيادي للمواقف. ومن ناحية الاندماج، فيمكن للطفل الآن أن يراعي مناظير الآخرين وآرائهم في منظوره، وتبعات حلقة التغذية الراجعة هذه بما يتعلق بالسلوك والإدراك.
بالوصول إلى خلاصة المعضلة في قصة هولي، قد يعتمد الطفل تقمص دور الشخص الثالث الحيادي، فيجيبون «تريد هولي إنقاذ القطة لأنها تحب القطط، لكنها تعرف أن تسلق الأشجار ممنوع. يعلم والد هولي أن عليها الالتزام بوعدها، لكنه لا يعلم بوجود القطة أعلى الشجرة».
المستوى الرابع: تقمص الدور الاجتماعي (الأعمار بين 12-15+ سنة تقريبًا)
يأخذ المراهقون وجهات نظر الآخرين بعين الاعتبار تبعًا للمحيط الاجتماعي والحضارة التي ينتمي إليها الشخص، مفترضين أن كل شخص يفكر ويتصرف تبعًا لعادات مجتمعه وقيمه.
عند سؤالهم إن كانت هولي تستحق العقاب لمعيارها الاجتماعي، فغالبًا ما أجاب المراهقون بالنفي، إذ يجب على والدها أن يتفهم الحاجة إلى الرفق بالحيوان.